# برايان ويست
برايان ويست (بالإنجليزية: Brian West)‏ (10 يونيو 1978 لاغرانغ الولايات المتحدة - ) هو لاعب كرة قدم أمريكي، يلعب كلاعب وسط، لعب 198 مباراة وسجل 31 هدف.

## مسيرته

### مسيرته مع المنتخبات الوطنية
- 2000 - 2002 لعب مع منتخب الولايات المتحدة لكرة القدم 7 مباريات.

### مسيرته مع الأندية
- 1998 - 1998 لعب مع Generation Adidas [الإنجليزية]‏ 6 مباريات سجل خلالها هدف.
- 1998 - 2003 لعب مع كولومبوس كرو 132 مباراة سجل خلالها 18 هدف.
- 2004 - 2008 لعب مع نادي فريدريكستاد 53 مباراة سجل خلالها 12 هدف.

## روابط خارجية
- برايان ويست على موقع IMDb (الإنجليزية)